# Parris Glendening
Parris Nelson Glendening (ur. 11 czerwca 1942) – amerykański polityk, członek Partii Demokratycznej. W latach 1995–2003 pełnił funkcję gubernatora stanu Maryland.